# La Esperanza (Uruguai)
La Esperanza és un poblat de l'Uruguai, ubicat al sud-oest del departament de Cerro Largo, limítof amb Durazno i Treinta y Tres. Té una població aproximada de 220 habitants, segons les dades del cens del 2004.
Es troba a 196 metres sobre el nivell del mar.